# Phenicarbazid
Phenicarbazid ist eine organische chemische Verbindung aus der Gruppe der Phenylhydrazinderivate.

## Gewinnung und Darstellung
Phenicarbazid kann durch Mischen von Phenylhydrazin und Essigsäure in Wasser sowie Zugabe von Kaliumcyanid oder Reaktion von Phenylhydrazin mit Harnstoff gewonnen werden.

## Eigenschaften
Phenicarbazid ist ein brennbarer, schwer entzündbarer, kristalliner, beiger Feststoff, der praktisch unlöslich in Wasser ist. Er zersetzt sich bei Erhitzung.

## Verwendung
Phenicarbazid wird als Zwischenprodukt bei der Synthese einer Reihe von chemischen Verbindungen durch Cyclokondensationsreaktionen verwendet. Es wurde in den 1970er Jahren als Analgetikum und Antipyretikum untersucht und vor allem in Kombinationspräparaten eingesetzt.

## Sicherheitshinweise
Bei Phenicarbazid wurde eine krebserzeugenden Wirkung bei Mäusen nachgewiesen.